# Palazzo dell'Immacolatella

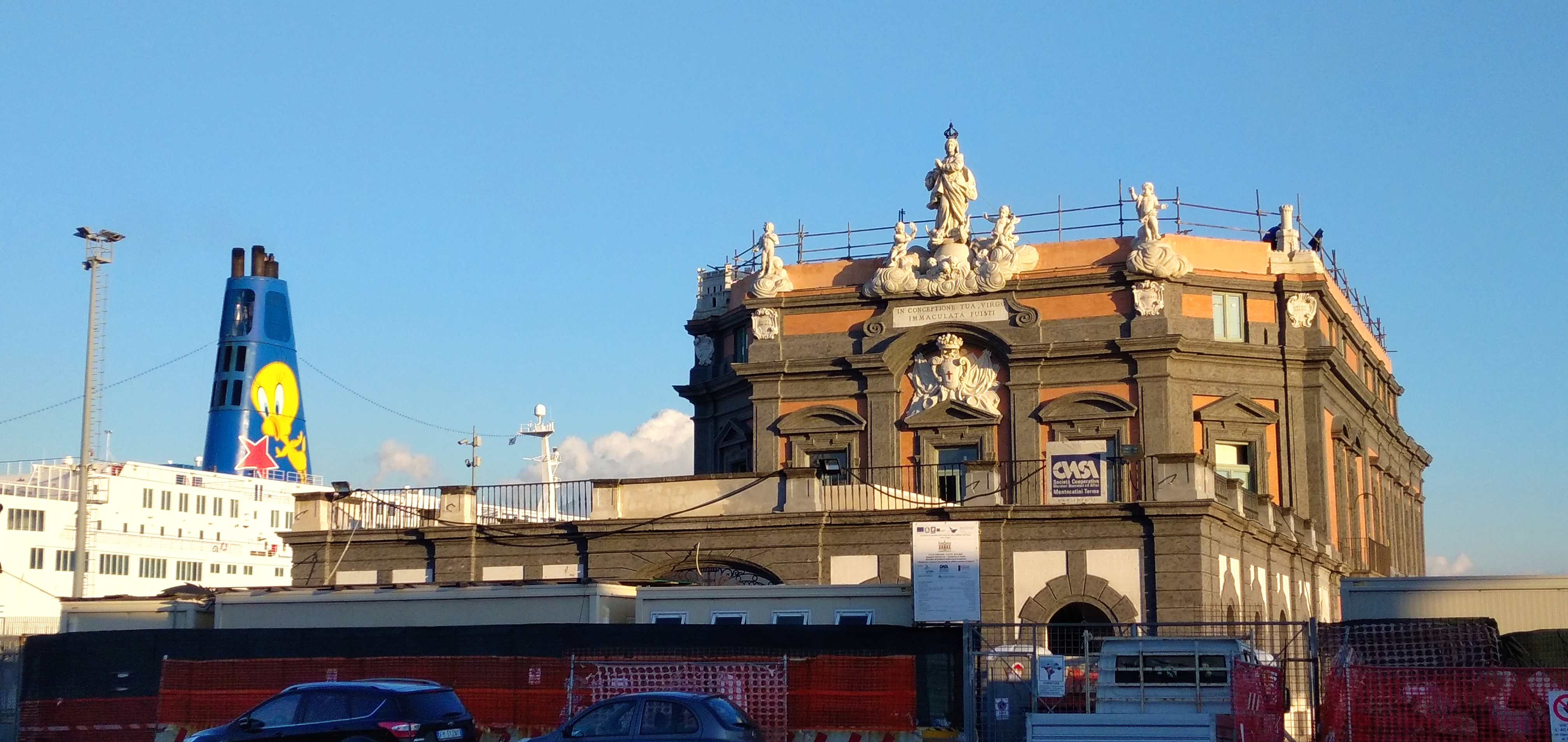
Il palazzo a restauri quasi ultimati (febbraio 2021)

Il palazzo dell'Immacolatella (propriamente edificio della Deputazione della Salute) è uno dei palazzi di interesse storico-artistico di Napoli; è sito nella zona portuale. 
La struttura monumentale è locata tra la calata del Piliero e la calata di Porta di Massa. Il palazzo fu fatto costruire da Carlo di Borbone negli anni quaranta del XVIII secolo, in occasione della risistemazione del fronte a mare tra il molo grande e il castello del Carmine, al fine di ospitare la sede della Deputazione della Salute. Originariamente collocato di fronte al porto piccolo (il mandracchio) su un molo e collegato tramite due ponti che racchiudevano il piccolo bacino, dopo l'Unità d'Italia gli è stato aggiunto un prolungamento dinanzi l'entrata e per i lavori di ampliamento dell'area portuale si è ritrovato inglobato nella nuova colmata della calata Porta di Massa.
L'architetto a cui è stato affidato il progetto è Domenico Antonio Vaccaro, il quale creò un effimero apparato barocco di pianta ottagonale. 
L'edificio è caratterizzato dalla statua della Vergine Maria, che svetta alla sommità dell'edificio e che gli dà il nome più conosciuto. Attribuita tradizionalmente allo stesso Vaccaro, la statua è invece opera dello scultore Francesco Pagano, il quale ha scolpito anche alcuni simbolismi sempre presenti sulla sommità. Per un breve periodo del XIX secolo è stato affiancato dalla fontana del Gigante, nota anche come fontana dell'Immacolatella proprio per questa sua collocazione.
La struttura è stata radicalmente restaurata nel biennio 2019-2021.